# Жилёво (станция)
Жилёво — узловая железнодорожная станция Павелецкого направления и Большого кольца Московской железной дороги. Расположена в одноимённом пгт городского округа Ступино Московской области. По основному характеру работы является промежуточной, по объёму работ отнесена к 3 классу.
Последняя станция на Павелецком направлении, которая относится к Московско-Курскому региону и Московско-Горьковскому ДЦС-8. Следующая станция Ступино (после пл. Ситенка) уже относится к Московско-Рязанскому региону и Рязанскому ДЦС-2.
На станции — две пассажирских платформы. Используется только островная высокая, для электропоездов главного хода и Большого кольца. Низкая боковая западная платформа у вокзального здания — ранее использовалась для электропоездов Большого кольца, сейчас находится у тупикового пути, не используется. Есть пешеходный надземный переход между платформами, к востоку по него выход к дистанции пути ПЧ-32.
Ранее к северу от станции находился путепровод, использовавшийся в качестве съезда на БМО. В 90-е годы рельсов на нём не было. Был до конца разобран в конце 2000-х.

## Движение поездов
Станция обслуживается электропоездами депо Домодедово. По радиальному Павелецкому направлению работают пригородные поезда участка Москва — Узуново. Однопутное ответвление Большого кольца МЖД на северо-восток идёт на Яганово, соединяясь с основным кольцом, и далее на Воскресенск (отсчёт километража участка начинается от Жилёво), ходят 3 пары пригородных поездов в день: 2 до Яганово и 1 до Куровской.